# Gauliga Niedersachsen 1935/36
Die Gauliga Niedersachsen 1935/36 war die dritte Spielzeit der Gauliga Niedersachsen des Deutschen Fußball-Bundes. Da der VfB Peine nach Irregularitäten in der ersten Spielzeit 1933/34, in der der Klub absteigen musste, wieder in die Liga aufgenommen wurde, gab es erneut elf Mannschaften in einer Gruppe. Die Gaumeisterschaft sicherte sich zum zweiten Mal der SV Werder Bremen und qualifizierte sich dadurch für die deutsche Fußballmeisterschaft 1935/36, bei der die Bremer in einer Gruppe mit Vorwärts-Rasensport Gleiwitz, Eimsbütteler TV und Viktoria Stolp den zweiten Platz erreichten, welcher jedoch nicht zum Weiterkommen genügte. Der RSV Hildesheim, der VfB Komet Bremen und der VfL Osnabrück stiegen in die Bezirksligen ab, im Gegenzug stiegen Wilhelmsburg 09 und der 1. SC Göttingen 05 aus der Bezirksliga auf.

## Abschlusstabelle
| Pl. | Verein                 | Sp. | S  | U | N  | Tore    | Quote | Punkte |
| --- | ---------------------- | --- | -- | - | -- | ------- | ----- | ------ |
| 1.  | SV Werder Bremen       | 20  | 13 | 3 | 4  | 044:220 | 2,00  | 29:11  |
| 2.  | Hannover 96 (M)        | 20  | 11 | 4 | 5  | 057:320 | 1,78  | 26:14  |
| 3.  | SV Algermissen         | 20  | 11 | 2 | 7  | 044:370 | 1,19  | 24:16  |
| 4.  | Eintracht Braunschweig | 20  | 10 | 3 | 7  | 052:430 | 1,21  | 23:17  |
| 5.  | VfB Peine (N)          | 20  | 9  | 5 | 6  | 036:340 | 1,06  | 23:17  |
| 6.  | SV Arminia Hannover    | 20  | 9  | 4 | 7  | 043:380 | 1,13  | 22:18  |
| 7.  | Borussia Harburg       | 20  | 8  | 3 | 9  | 043:440 | 0,98  | 19:21  |
| 8.  | Rasensport Harburg (N) | 20  | 8  | 2 | 10 | 046:520 | 0,88  | 18:22  |
| 9.  | RSV Hildesheim         | 20  | 6  | 5 | 9  | 028:380 | 0,74  | 17:23  |
| 10. | VfB Komet Bremen       | 20  | 5  | 4 | 11 | 023:490 | 0,47  | 14:26  |
| 11. | VfL Osnabrück (N)      | 20  | 1  | 3 | 16 | 026:530 | 0,49  | 05:35  |

| (M) | Titelverteidiger               |
| (N) | Aufsteiger aus der Bezirksliga |

## Aufstiegsrunde

### Gruppe I
| Platz | Verein                                         | Spiele | Tore | Quote | Punkte |
| ----- | ---------------------------------------------- | ------ | ---- | ----- | ------ |
| 1.    | Wilhelmsburg 09 (Bezirksmeister Hannover-Nord) | 4      | 11:6 | 1,83  | 4:4    |
| 2.    | VfB Oldenburg (Bezirksmeister Bremen-Nord)     | 4      | 7:9  | 0,77  | 4:4    |
| 3.    | VfB Schinkel (Bezirksmeister Bremen-Süd)       | 4      | 9:12 | 0,75  | 4:4    |

### Gruppe II
| Platz | Verein                                               | Spiele | Tore  | Quote | Punkte |
| ----- | ---------------------------------------------------- | ------ | ----- | ----- | ------ |
| 1.    | 1. SC Göttingen 05 (Bezirksmeister Braunschweig-Süd) | 6      | 18:12 | 1,5   | 9:3    |
| 2.    | VfB Braunschweig (Bezirksmeister Braunschweig-Ost)   | 6      | 15:12 | 1,25  | 6:6    |
| 3.    | MSV Jäger 7 Bückeburg (Bezirksmeister Hannover-Süd)  | 6      | 13:11 | 1,18  | 6:6    |
| 4.    | SC Harsum (Bezirksmeister Braunschweig-West)         | 6      | 12:23 | 0,52  | 3:9    |